# محمدكسانينجاد (مقاطعة غيلانغرب)
محمدكسانينجاد (بالفارسية: محمدکسانی‌نژاد) هي قرية تقع في منطقة مركزية ريفية في إيران. يقدر عدد سكانها بـ 34 نسمة بحسب إحصاء 2016.